# Pastunistán

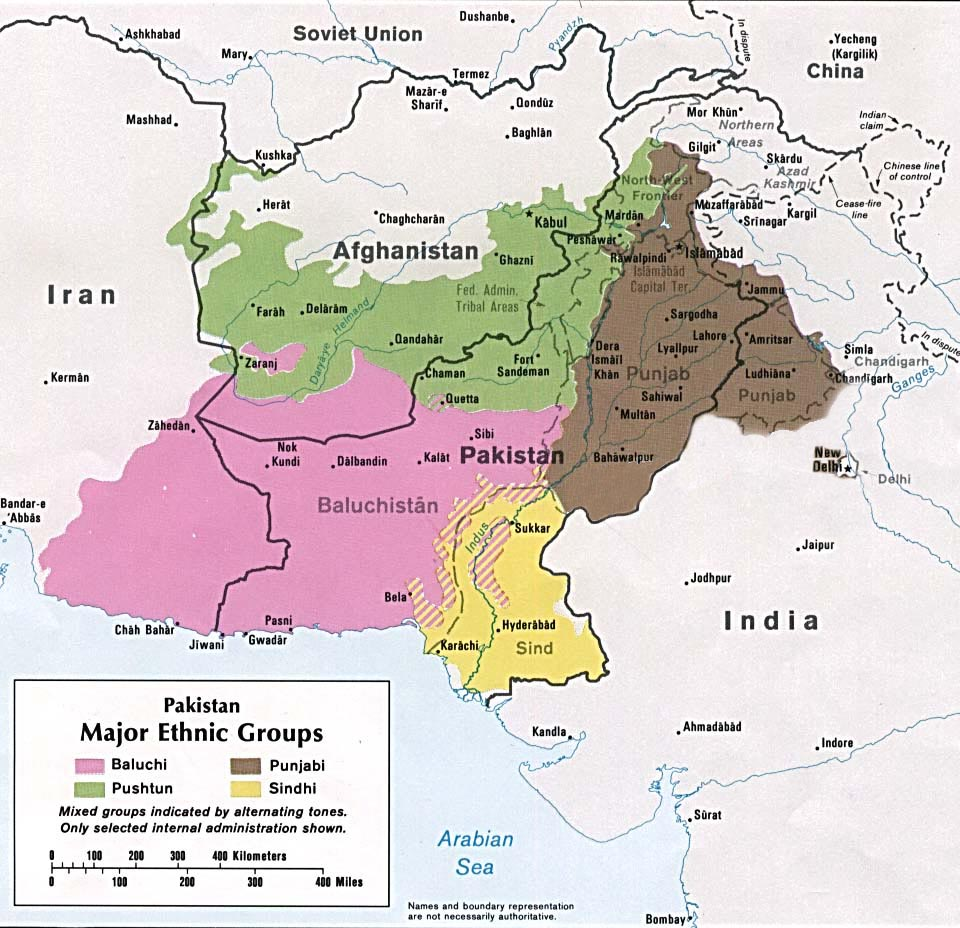
Mapa de 1980 con las regiones pobladas mayoritariamente por los pastunes (en verde).

Pastunistán (en pastún پشتونستان) o Pakhtunistán (en pastún پختونستان), se denomina como una región de Pakistán y Afganistán poblada principalmente por los pastunes.
La Línea Durand divide la región de la frontera reconocida internacionalmente de Afganistán y Pakistán.

## Historia

### sigloXX
El Awami National Party (ANP) es el partido de Pakistán que propugna la autonomía de los pastunes de Pakistán. En 1990 dirigía el partido Abdul Wali Khan que reclamaba una federación pakistaní con mayor autonomía regional. El ANP estuvo aliado al PPP de Benazir Bhuto durante la dictadura y desde 1988 formó parte del gobierno de Benazir, pero la unión duró poco y la coalición se rompió en la NWFP.
En 1993 el ANP formó gobierno provincial con la Pakistan Muslim League (PML). En las siguientes elecciones a la asamblea de Pakistán, el ANP obtuvo 6 escaños y el Pashtoonkhwa Milli Awami Party. En 1995 A. Khan Sherpao del PPP derribó parlamentariamente el gobierno de coalición y asumió el cargo.
El ANP se opuso a la caída de Benazir en 1994. En ese año comenzaron las demandas para introducir la sharia (ley islámica) en las áreas tribales (siendo la primera Malakand). En noviembre de 1994, las tropas del gobierno se enfrentaron en Swat a militantes islámicos armados del Tehrik Nifaz Shariat-i-Mohammadi (TNSM).
Un acuerdo con Sherpao reforzó la ley islámica pero el líder del TNSM rechazó estas medidas y exigió la sharia completa y el uso del pashtú como lengua judicial.
El líder sufi Mohammad fue detenido más tarde en un choque armado. Un partido pastún, el PKMAP (Pushtan Khuwa Milli Awami Party), que operaba en la Frontera del Noroeste y en Baluchistán, protestó contra los talibán en diciembre de 1995 y en favor del gobierno de Rabbani. En noviembre de 1997 la legislatura de la NWFP reclamó en una moción que la provincia fuera rebautizada Pukhtoonkhwa. Su rechazo provocó la dimisión de los ministros pastunes unos meses después.
La emigración a Beluchistán amenaza con dejar a los baluchi en minoría en su provincia.
Los líderes baluchi se opusieron a un nuevo censo que podría arrojar un resultado demostrativo de que ya eran minoría en su provincia.
En octubre de 1999 se reunió una conferencia de sindhis, pashtús, balochs y seraikíes, que decidieron crear la Pakistan Oppressed Nations Movement (PONM) llamando a un estado confederal y a la división de Punjab en dos provincias, una panyabí y otra seraikí (el Seraikistán)

## Bandera

Bandera de la independencia de Pashtunistán 1947.

Bandera de Pashtunistán 1948-86.

La primera bandera fue la usada en la independencia del país.
No mucho después se adoptó una bandera nacional reconocida por Afganistán.
En 1986 la Pashtu Jirga creó una nueva bandera.
Da Dili takht herauma cheh rayad krhm
De Delhi olvido el trono cuando recuerdo
Zma da khkule Pukhtunkhwa da ghre saruuna.
los picos de las montañas de mi hermosa Pujtunkhwa.